# Paul Delaroche

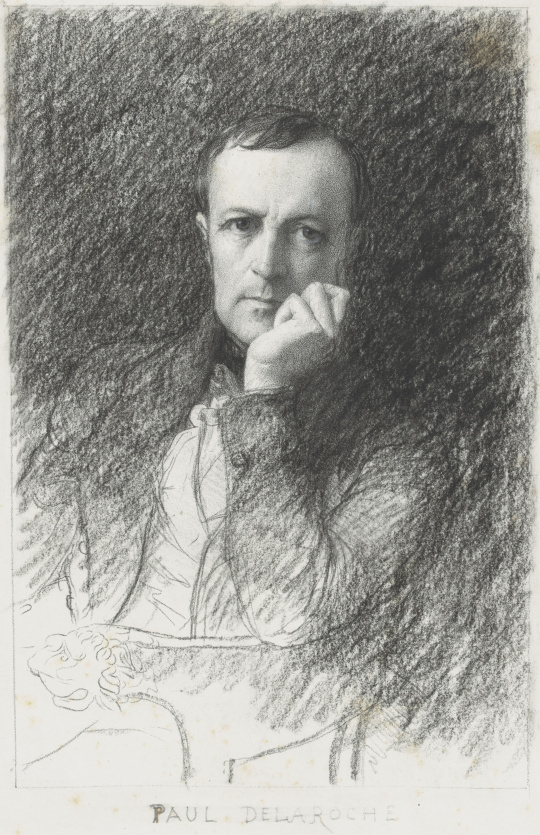
Paul Delaroche

Paul Delaroche (selten auch Hippolyte Delaroche; * 17. Juli 1797 in Paris; † 4. November 1856 ebenda) war ein französischer Historienmaler des akademischen Realismus.

## Leben

### Herkunft und Familie
Getauft wurde er als Hippolyte de la Roche. In der Familie wurde er aber Paul gerufen. In den 20er Jahren begann er seine Bilder mit P. (oder Paul) Delaroche zu signieren.
Sein Vater war der 1761 geborene Grégoire-Hippolyte de la Roche, der aus einer seit Generationen in Paris ansässigen Familie stammte. Er arbeitete als Kunstexperte und -händler, Kunsttaxator am Leihhaus und Kunstauktionsleiter. Verheiratet war er mit der um ein Jahr jüngeren Marie-Catherine Bégat. Ein Onkel mütterlicherseits von Paul Delaroche war Kurator des Cabinet des Estampes. Sie bewohnten ein Haus in der Rue de la Vrillière im 1. Arrondissement. Paul war der zweite Sohn, er hatte einen 1795 geborenen Bruder, Jules, der auch Maler wurde.
Am 28. Januar 1835 heiratete er in Rom die 17 Jahre jüngere Louise Vernet, die Tochter seines Kollegen Horace Vernet. Er hatte sich im Jahr zuvor während einer Italienreise mit ihr verlobt, Horace Vernet war seinerzeit Direktor der Académie de France à Rome. Louise wurde von ihm mehrfach porträtiert und stand ihm Modell, allerdings sind auch Gemälde von ihr von Théodore Géricault (als Kind), von Ingres und von ihrem Vater erhalten. Der erste Sohn Horace wurde 1836 geboren, der zweite Sohn Philippe folgte 1841. Am 28. Dezember 1845 starb Louise im Alter von 31 Jahren am Fieber, was Delaroche in tiefe Verzweiflung stürzte.

### Ausbildung
Seine Ausbildung begann er 1816 zunächst als Landschaftsmaler bei Louis Étienne Watelet. Zwei Jahre später wechselte er in das Atelier von Antoine-Jean Gros, dem sein Bruder bereits angehörte. 1822 debütierte er im Salon de Paris. Hier lernte er die etwa gleich alten Théodore Géricault und Eugène Delacroix kennen, mit denen er bald den Kern der Pariser Historienmaler bildete.

### Erfolg
1824 zeigte der junge Maler im Salon die Bilder «St Vincent de Paule, Préchant devant La Cour de Louis XIII, pour les Enfans Abandonées» und «Jeanne d’Arc, malade, est interrogée dans sa prison par le cardinal de Winchester», die große Anerkennung fanden und ihn mit einem Schlag bekannt machten. In den folgenden Jahren stellte er La mort d’Elisabeth Ire (Der Tod Elisabeths), Les Enfants d’Édouard (Die Kinder König Eduards), Charles Ier insulté par les soldats de Cromwell (Karl I., von den Soldaten Cromwells verhöhnt), Cromwell au cercueil de Charles Ier d’Angleterre (Cromwell in Betrachtung von Karls I. Leichnam), La mort de Lady Jane Grey (Die Hinrichtung der Jane Grey), L’Assassinat du duc de Guise (Die Ermordung des Herzog von Guise) und weitere großformatige Gemälde aus, die Ereignisse vorwiegend der englischen und französischen Geschichte in dramatischer Überhöhung zeigten, oft emotional aufgeladen durch Blick, Mimik und Gestik der Protagonisten. Seine offenkundige Bevorzugung von Hinrichtungsthemen Hochadliger wurden von Zeitgenossen teilweise auch verspottet. Im Kontext der damaligen Situation aber, noch stark unter dem Einfluss der traumatischen Ereignisse der Französischen Revolution, der Napoleonischen Kriege und der fortgesetzten Umstürze stehend, verstand sein Publikum die Motive als Sinnbilder der aktuellen politischen Unsicherheit. Ein thematischer Einfluss waren auch die Werke Lord Byrons. 1832 folgte er als mit 35 Jahren jüngstes Mitglied auf den Sitz des verstorbenen Charles Meynier an der Académie des Beaux-Arts. Bald darauf begann er an der École des beaux-arts zu unterrichten. Sein Atelier hatte er in der Rue Mazarin im (6. Arrondissement) in Paris. 1837 begann er mit der Arbeit an einem monumentalen Wandgemälde von 27 Meter Länge im Halbrund (frz.: Hémicycle) des Prüfungssaales der École des beaux-arts, in dem auch die Preisverleihungen stattfanden. In der Art von Raffaels Schule von Athen stellte er 75 Maler, Bildhauer und Architekten aller Epochen, die damals als Kanon der bildenden Künste angesehen wurden, gruppenweise in Gespräche vertieft, dar. Dabei zeigte er sie anachronistisch, in der für ihre jeweilige Zeit typischen Kleidung. In der Mitte des Freskos befinden sich Allegorien der Künste und der Kunstepochen. Das Werk beendete Delaroche 1841. 1838 und 1843 unternahm er erneut Reisen nach Italien. 1849 bereiste er Deutschland. Er befand sich in seinen letzten Lebensjahren auf dem Gipfel des Ruhms, 1853 wurde er in einer italienischen Kritik als der bedeutendste der lebenden Maler eingeschätzt.
Paul Delaroche verstarb im Alter von 59 Jahren in Paris. Eugène Delacroix übernahm seinen Sitz in der Akademie.

## Schüler
1835 übernahm er nach dem Suizid von Antoine-Jean Gros dessen Lehratelier, das er bis 1843 führte. In diesem Jahr gab er die Lehrtätigkeit trotz energischer Proteste seiner Schüler auf, nachdem ein Schüler bei einem Initiationsritus umgekommen war. Zu seinen zahlreichen Schülern gehörten Marie-Alexandre Alophe, Edward Armitage, Gustave Boulanger, Friedrich August Bouterwek, Charles-François Daubigny, Edouard Frère, Jean-Léon Gérôme, Charles Landelle, Charles Lucy, Jean-François Millet und Adolphe Yvon, aber auch Pioniere der Fotografie wie Gustave Le Gray und Charles Nègre. Bezüglich der in den 1830er Jahren aufkommenden Daguerreotypie, einer frühen Form der Fotografie, wird ihm der Satz zugeschrieben: «À partir d’aujourd’hui la peinture est morte.» („Von heute an ist die Malerei tot.“)

## Ehrungen und Mitgliedschaften
- 1844: Aufnahme als assoziiertes Mitglied in die Königlich Niederländische Akademie der Wissenschaften, bis zum Ausscheiden 1851[1]
- 1845: Wahl zum Ehrenmitglied (Honorary NA) der National Academy of Design in New York[2]
- 1846: Wahl zum assoziierten Mitglied der Académie royale des Sciences, des Lettres et des Beaux-Arts de Belgique[3]
- 1850: Aufnahme in den preußischen Orden Pour le Mérite (Klasse Künste)[4]

## Stil und Motive
Paul Delaroches Arbeiten zeigten noch klar den klassizistischen plastischen Ansatz seiner Lehrmeister, aber auch deutliche Einflüsse der Romantik. Sein Pinselstrich ist im Gegensatz zu etwa Delacroix kaum auszumachen, die Konturen sind betont. Delaroche arbeitete sehr akkurat, er bereitete seine Arbeiten intensiv vor, zum Beispiel indem er an Wachsmodellen den Schattenwurf überprüfte. Bei der Wahl der Motive ging es nicht unbedingt um die historische Genauigkeit, sondern um geeignete Szenen für die intensive Darstellung der Emotionen. Meist bildete er den Moment unmittelbar vor oder nach einem Ereignis ab. Zum Teil konstruierte er Situationen, wie bei dem Verhör der Jeanne d’Arc durch den Kardinal von Winchester, das es so gar nicht gegeben hatte. Auch die Hinrichtungsszene von Jane Grey im Tower ist ahistorisch, sie fand in Wirklichkeit unter freiem Himmel statt. In seinen letzten Lebensjahren wand er sich zunehmend religiösen Themen und Porträts, auch seiner Familienmitglieder, zu. Zu den von ihm porträtierten Persönlichkeiten gehörten die Politiker und Schriftsteller François Guizot, Alphonse de Lamartine, Charles de Rémusat, Narcisse-Achille de Salvandy und Adolphe Thiers.

## Werke (Auswahl)
Gemälde
- Jeanne d’Arc malade interrogée dans sa prison par le cardinal de Winchester. (Jeanne d Arc vor dem Kardinal von Winchester) 1824, Öl/Leinwand, Musée des Beaux-Arts, Rouen.
- La mort d’Elisabeth Ire. bzw. La mort d'Élisabeth, reine d'Angleterre. (Der Tod Elisabeths I. von England) 1828, Öl/Leinwand, Louvre, Paris.
- Les Enfants d’Édouard. (Die Söhne Eduards IV.) 1830, Öl/Leinwand, Louvre, Paris.
- Cromwell au cercueil de Charles Ier d’Angleterre. (Cromwell am Sarge Karls I. von Großbritannien) 1831, Öl/Leinwand, Kunsthalle, Hamburg
- La mort de Lady Jane Grey. (Die Hinrichtung der Lady Jane Grey) 1833, Öl/Leinwand, National Gallery, London.
- L’Assassinat du duc de Guise. (Die Ermordung des Herzog von Guise) 1834, Öl/Leinwand, Musée Condé, Chantilly
- Napoléon à Fontainebleau. (Napoleon in Fontainebleau) 1840/1845, Öl/Leinwand, mehrere Versionen, unter anderem Musée de l’Armée, Paris, und Museum der bildenden Künste, Leipzig.
- Hérodiade. (Herodias mit dem Haupt Johannes des Täufers), 1843, Öl/Leinwand, Wallraf-Richartz-Museum, Köln.
- Bonaparte franchissant les Alpes. (Napoleon, die Alpen überquerend), 1850, Öl/Leinwand, Walker Art Gallery, Liverpool.
- La jeune martyre chrétienne. (Die junge Märtyrerin), 1856, Öl/Leinwand, Louvre, Paris.

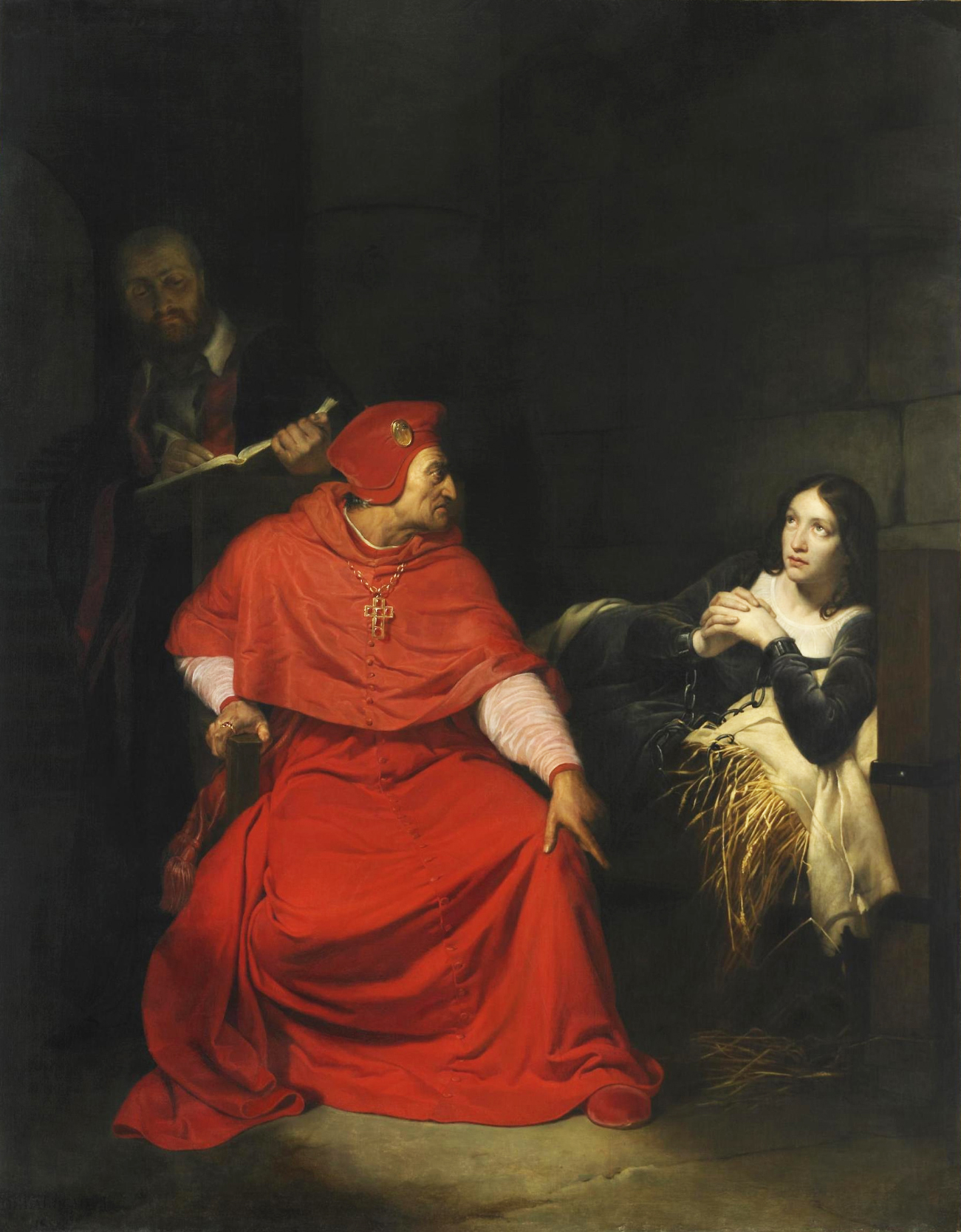
Jeanne d’Arc im Verhör (1824). Musée des Beaux-Arts de Rouen, Rouen
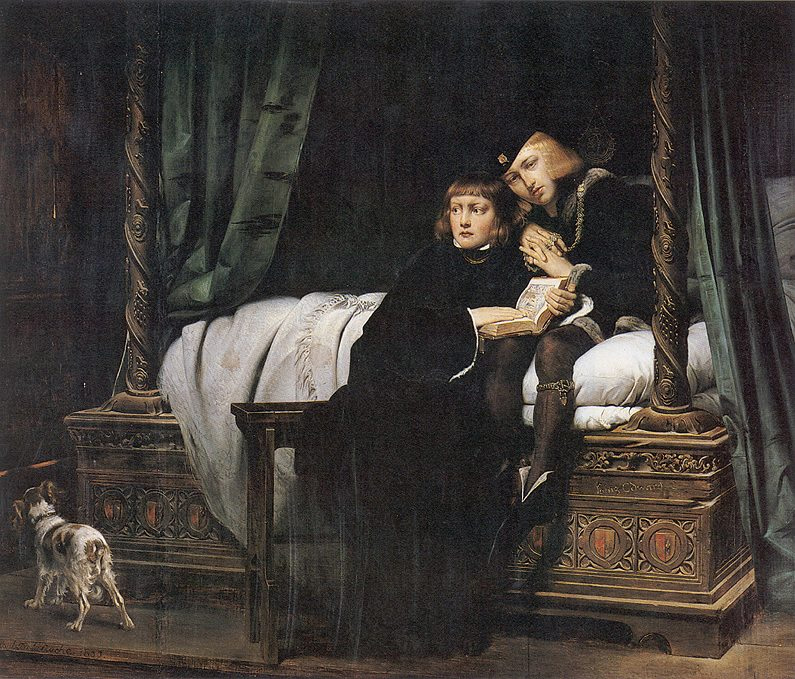
Les Enfants d’Édouard (1830). Louvre, Paris
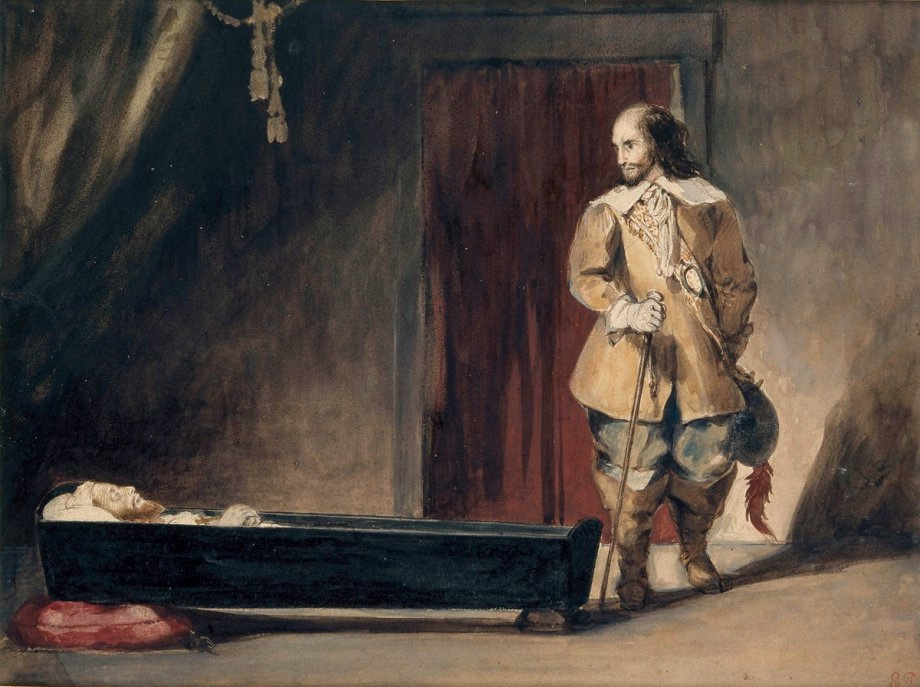
Cromwell am Sarg Karl I. von England (1831). Kunsthalle, Hamburg
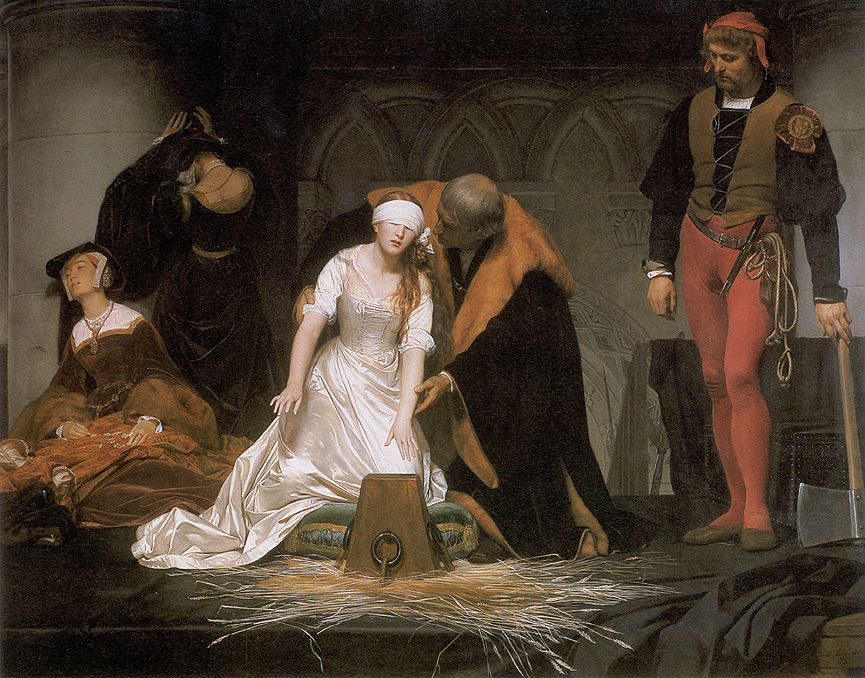
Die Hinrichtung der Lady Jane Grey (1833). National Gallery, London
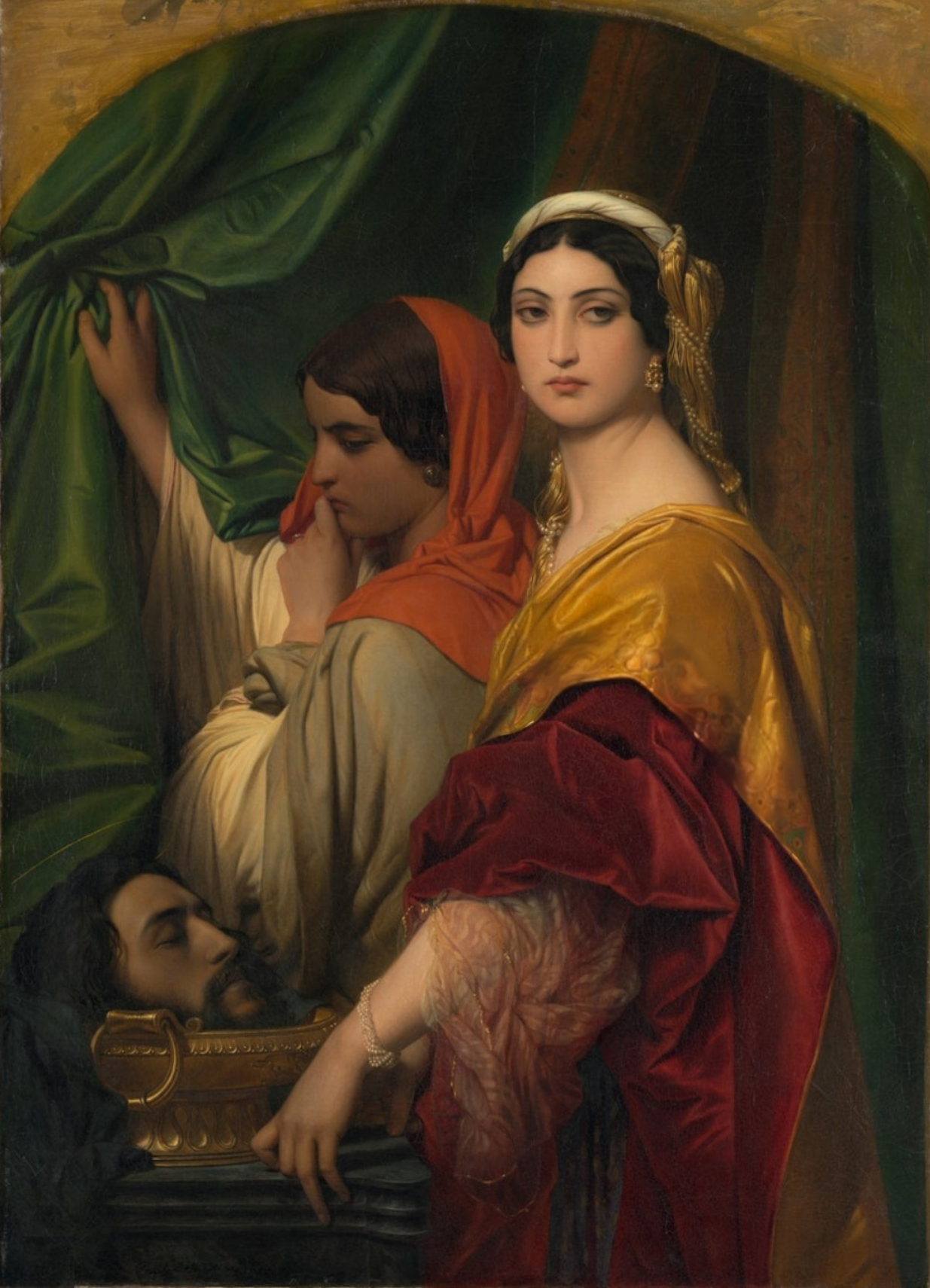
Herodias mit dem Haupt Johannes des Täufers

Wandbild
- Fresko auf der Halbrotunde im Amphithéâtre d’honneur der Akademie, Öl auf Putz, 1837–1841, École des beaux-arts, Paris

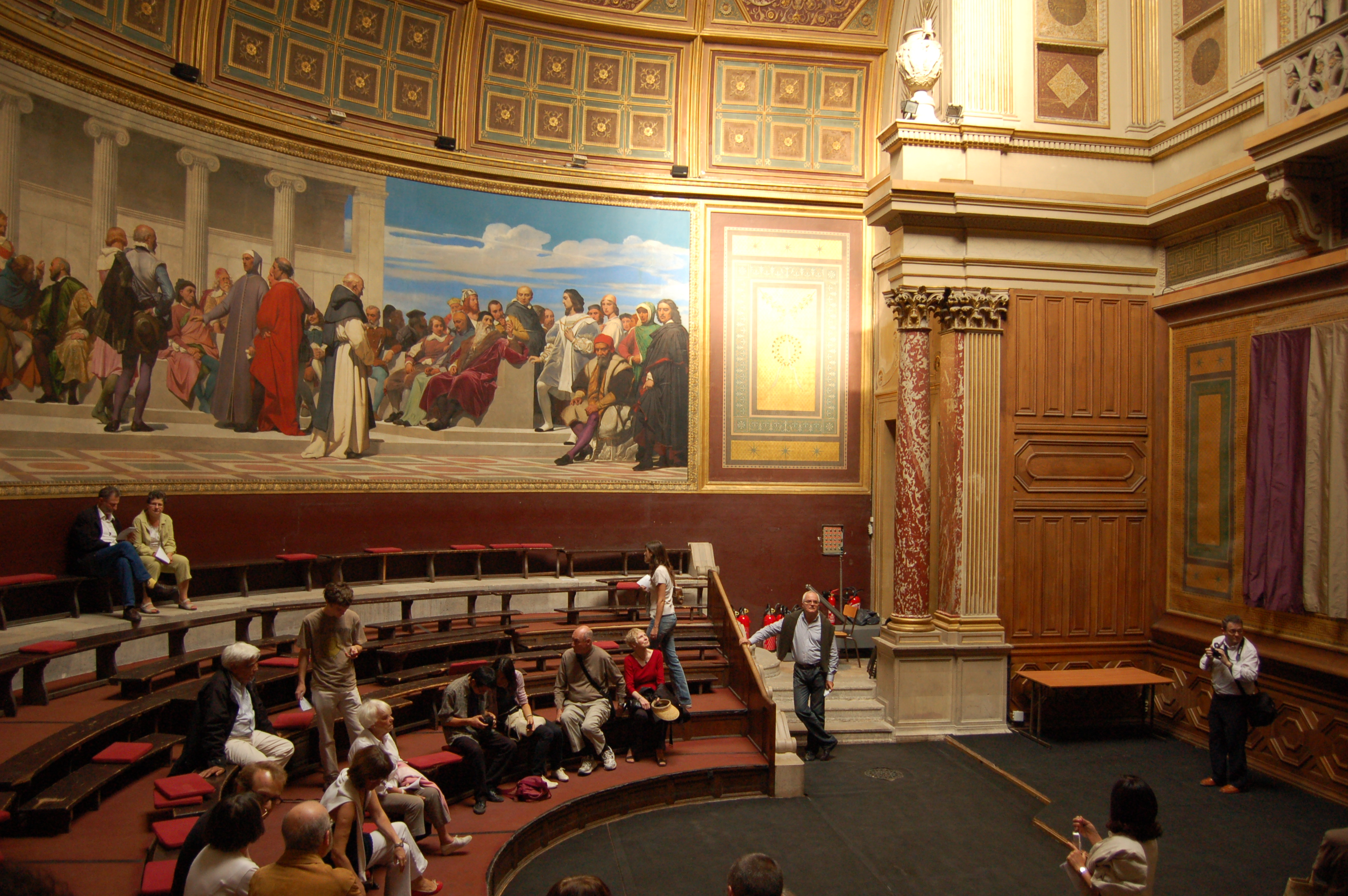
Der Prüfungssaal.
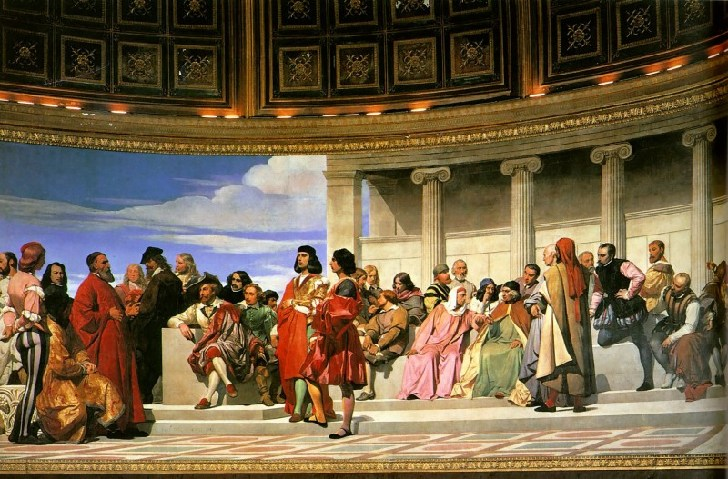
Linke Hälfte, mit Tizian, Caravaggio, Rembrandt, Rubens und Velazquez sowie den Bildhauern.
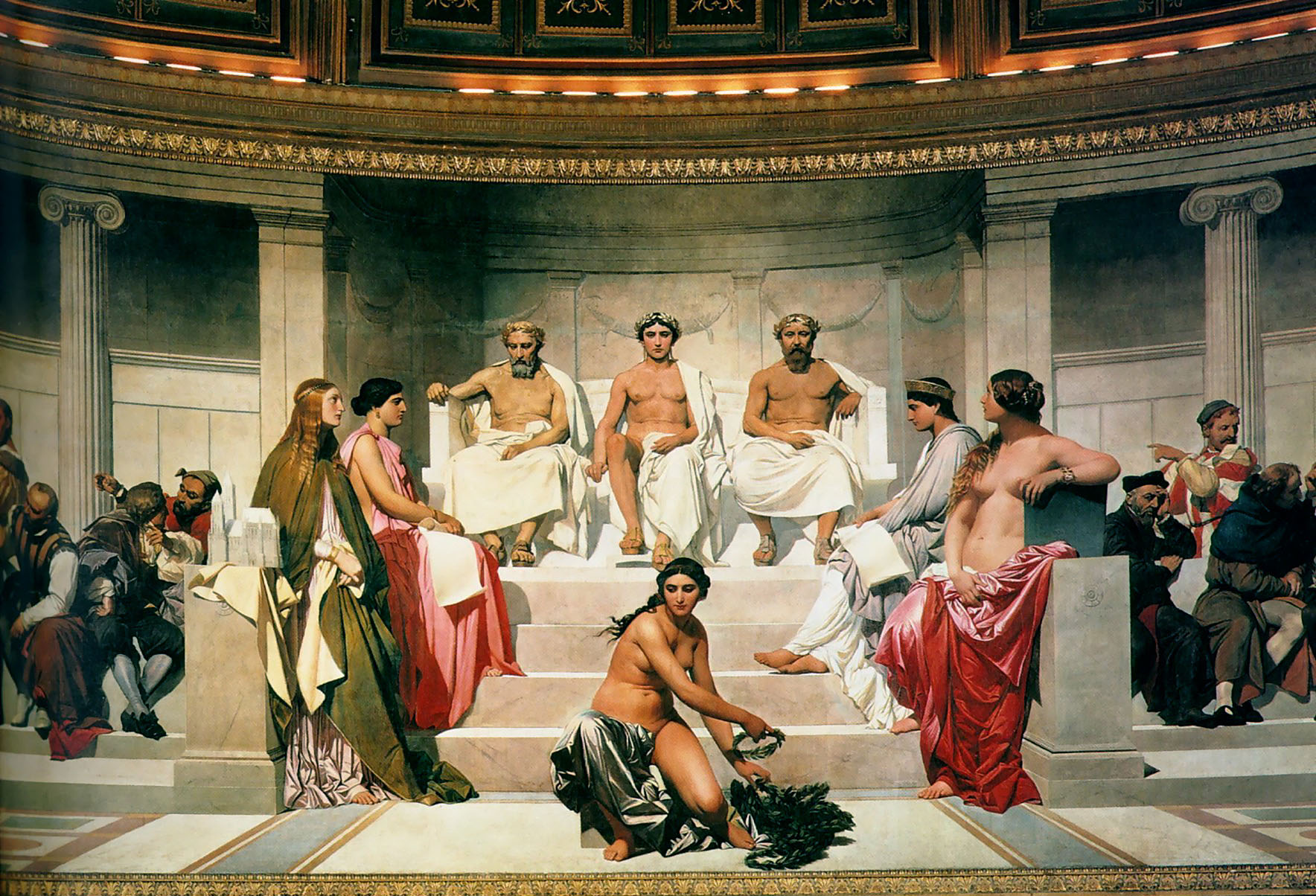
Die mittlere Gruppe mit Iktinos (Architektur), Appeles (Malerei) und Phidias (Bildhauerei) sowie den Allegorien der Epochen (griechische und römische Antike, Gotik und Renaissance).
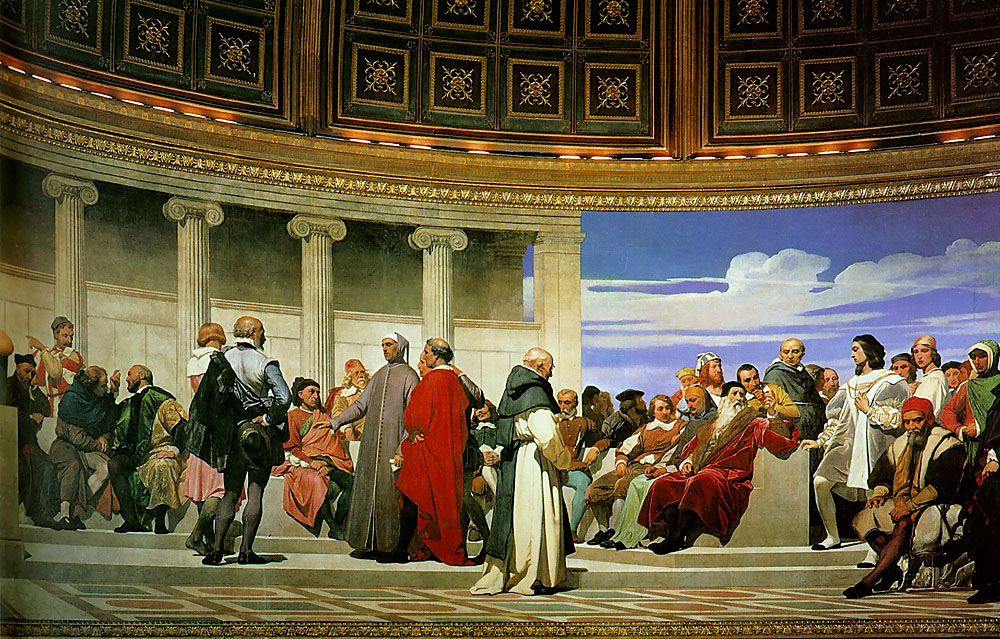
Rechte Hälfte, abgebildet sind unter anderem Giotto, Raffael, da Vinci, Michelangelo und Dürer sowie die Architekten.

## Rezeption
Zu seinen Lebzeiten in der ersten Hälfte des 19. Jahrhunderts war Paul Delaroche europaweit für seine hochrealistischen Gemälde von meist tragischen oder düsteren historischen Szenen sehr angesehen. Er stellte von 1822 bis 1837 regelmäßig im Salon de Paris aus, wo er 1834 großes Aufsehen erregte. Nach seinem Tod gaben seine Kollegen eine große Retrospektive in Paris. Danach wurde er aber bald von Zeitgenossen wie Delacroix und Ingres überschattet. Im 20. Jahrhundert geriet Delaroche weitgehend in Vergessenheit, sein Stil wurde als pedantisch und altmodisch, die pathetische Zuspitzung der Motive als sentimental angesehen. Ein Beispiel dafür ist, dass eines seiner Hauptwerke, die Hinrichtung der Lady Jane Grey, in der Londoner National Gallery jahrzehntelang im Depot verschwand, bis es 1973 eher zufällig wiedergefunden wurde. Erst an der Wende zum 21. Jahrhundert wurde ihm wieder mehr Anerkennung als einem der wichtigsten Historienmaler seiner Epoche zuteil.

## Ausstellungen
- 1857: Retrospektive in der École des Beaux-Arts de Paris
- 3. Februar – 23. April 2000: Paul Delaroche, un peintre dans l’histoire. Musée Fabre, Montpellier.
- 24. Februar – 22. Mai 2010: Painting History: Delaroche and Lady Jane Grey. National Gallery, London.
- 8. März – 21. Mai 2012: Un oeil sur l’histoire - Dessins de Paul Delaroche. Musée du Louvre, Paris.
- 11. Oktober 2015 – 17. Januar 2016: Eugène Delacroix & Paul Delaroche - Geschichte als Sensation. Museum der bildenden Künste, Leipzig.